# Septième congrès de l'Internationale communiste
Le 7e Congrès mondial de l'Internationale Communiste (Komintern) est une conférence qui s'est tenue à Moscou du 25 juillet au 20 août 1935, réunissant des représentants délégués des partis communistes au pouvoir et d'autres non-dirigeants du monde entier ainsi que des invités membres d'autres organisations politiques et syndicales. Sont présents 513 délégués, dont 371 ayant le droit de vote, représentant 65 partis membres du Komintern ainsi que 19 partis sympathisants.
Le congrès se prononce notamment pour le soutien à un front populaire des forces communistes et non communistes contre la menace croissante du fascisme en Europe, ouvrant la voie à un plaidoyer pour la sécurité collective entre l'Union soviétique et les différents États capitalistes d'Europe. Cette position se démarque de l'orientation du Komintern en faveur de la tactique « classe contre classe » qui avait été adoptée par le 6e Congrès mondial de 1928.

## Histoire

### Arrière-plan

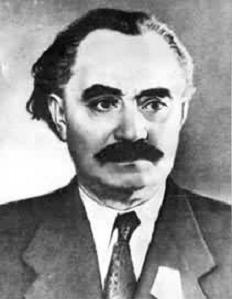
La stratégie de front populaire est étroitement associée à l'initiative de l'un des premiers adhérents de l'IC, le communiste bulgare Georgi Dimitrov.

La stratégie de front populaire est étroitement associée à l'initiative de l'un de ses premiers adhérents, le communiste bulgare Georgi Dimitrov.
Au début des années 1930, le Commissariat du peuple des Affaires étrangères de l'Union soviétique, dirigé par Maxime Litvinov, poursuit une politique visant à obtenir un large accord international en vue du désarmement militaire. Cette initiative se trouve dans une impasse à partir de la prise de pouvoir nazie en janvier 1933, et la décision de l'Allemagne en octobre 1933 de quitter les négociations de désarmement de Genève.
Toutefois, le mouvement communiste mondial ne progresse guère vers la construction d'un front uni plus large avec le mouvement socialiste et leurs syndicats affiliés, le Komintern continuant à critiquer le mouvement social-démocrate, une posture qui aurait nui au Parti communiste d'Allemagne dans ses efforts pour lutter contre le fascisme.
Cependant, certains membres du mouvement communiste commencent à envisager une nouvelle orientation plus collaborative. Le soulèvement socialiste de février 1934 contre les forces de droite en Autriche et le mouvement de coopération entre socialistes et communistes en France le 12 février 1934 contre un mouvement fasciste naissant ont convaincu le communiste bulgare Georgi Dimitrov, figure influente de l'Internationale communiste (IC), que l'hostilité de cette dernière envers une action commune des communistes et des socialistes était une erreur d'appréciation. Dimitrov fait un retour triomphal à Moscou en avril 1934 à la suite de son acquittement dans le procès de l'incendie du Reichstag. Il est déterminé à changer la stratégie fondamentale de l'IC et à passer d'une opposition à la social-démocratie à une coopération dans une lutte commune.
Les préparatifs d'un 7e Congrès mondial du Komintern commencent à Moscou à la fin de 1934. Le Comité exécutif de l'Internationale communiste (CEIC) créé une commission chargée d'élaborer des résolutions pour le programme de cette organisation. Deux points de vue s'affrontent : Dimitrov et d'autres préconisent une orientation « démocratique générale, antifasciste », alors que pour les tenants de la ligne dure la lutte contre le fascisme est inséparable de la tâche visant à renverser la bourgeoisie, d'où la nécessité d'une lutte simultanée contre la droite fasciste et les mouvements constitutionnels et socialistes réformistes. En l'absence d'un accord rapide, le 8 mars 1935, l'ouverture prévue du 7e Congrès est reportée à la fin juillet.
Ce sont les exigences de la politique étrangère soviétique qui déterminent finalement l'orientation du Komintern, lorsque le 2 mai 1935, les deux pays les plus préoccupés par les conséquences du militarisme allemand croissant - la France et l'Union Soviétique - concluent le Traité franco-soviétique d'assistance mutuelle, un pacte d'entraide dans lequel chacun promet de se défendre mutuellement dans le cas d'une agression violant le Pacte de la Société des Nations. Peu de temps après, les consultations à Moscou entre le ministre français des Affaires étrangères Pierre Laval et les dirigeants soviétiques Joseph Staline, Viatcheslav Molotov et Maxime Litvinov débouchent sur un communiqué conjoint dans lequel les parties acceptent de « ne laisser aucun des moyens de leur défense nationale s'affaiblir » et qui reconnaît le droit de la France à « maintenir ses forces armées à un niveau conforme à sa sécurité »..
Le traité de mai 1935 et le communiqué formel entre la France et l'URSS font pencher la balance en faveur d'une nouvelle politique du Komintern pour les partis communistes du monde, une politique de défense de la révolution russe en soutenant des accords mutuels entre l'URSS et divers états capitalistes. La nomination de Georgi Dimitrov à la tête de l'IC marque également ce changement de ligne politique internationale du Komintern. Les conditions étaient donc réunies pour la convocation du 7e Congrès mondial du Komintern.

### Convocation
Le 7ème Congrès Mondial de l'Internationale Communiste s'ouvre le soir du 25 juillet 1935 dans la Salle des colonnes de la Maison des syndicats à Moscou. Le rassemblement, qui a lieu presque exactement sept ans après la conclusion du dernier Congrès mondial du Komintern, réunit 513 délégués, dont 371 ont obtenu le droit de vote, représentant 65 partis membres du Komintern ainsi que 19 sympathisants.
Le congrès débute par un discours de Wilhelm Pieck, suivi de l'élection d'un présidium comprenant notamment Marcel Cachin, Maurice Thorez, André Marty, Georgi Dimitrov. Ossip Piatnitski, Staline (chaleureusement ovationné), le communiste chinois Wang Ming. Thorez propose Thälmann, alors emprisonné en Allemagne, comme président d'honneur de ce 7e congrès mondial.

### Le rapport d'activité de Wilhelm Pieck

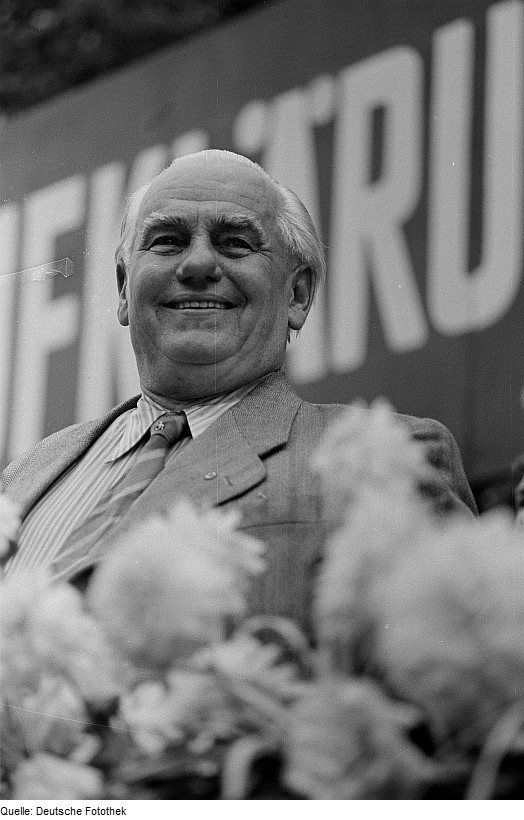
Wilhelm Pieck, premier président de la RDA, en 1950.

Le point de départ du 7e Congrès mondial est le rapport sur les activités de la CEIC, prononcé le deuxième jour par Wilhelm Pieck du Parti communiste allemand. Tout en rappelant le bien-fondé de la politique « classe contre classe » de 1928, opposée par les communistes au « bloc de la social-démocratie et de la bourgeoisie », Pieck reconnaît néanmoins qu'« il y a eu des fautes sectaires ». En effet, s'il convenait de s'affirmer comme un parti nettement distinct de la social-démocratie, c'était une erreur, explique-t-il, de « se séparer aussi des ouvriers socialistes ».
Pieck fait valoir qu'avec l'avènement de la Grande Dépression la bourgeoisie a cherché à résoudre son problème d'effondrement du marché intérieur et de baisse des profits en s'emparant et pillant des territoires étrangers sous la bannière du fascisme, comme le montrent l'agression du Japon en Mandchourie, la guerre du Chaco, la prise du pouvoir des nazis en l'Allemagne avec l'appui des tenants du capital financier. Mais dans le même temps, des luttes antifascistes et révolutionnaires se sont développées, par exemple en Espagne ou en Chine.
Il désigne la « défaite du prolétariat allemand » et la montée du nazisme comme « le plus grand événement qui a marqué les premières années de la crise dans les pays capitalistes » et déclare qu'à partir du printemps de 1932, il était « devenu évident que les fascistes avaient un avantage considérable sur les communistes en matière de mobilisation des masses ». Les communistes ont tenté de modifier cette situation en proposant un front uni avec le parti social-démocrate d'Allemagne et sa fédération syndicale, l'Allgemeiner Deutscher Gewerkschaftsbund. Cette tentative s'est heurtée à l'échec du mouvement social et politique social-démocrate à rejoindre les grèves générales qui se sont déclenchées après l'expulsion des ministres socialistes du gouvernement de Prusse en juillet 1932 ; l'arrivée au pouvoir du gouvernement hitlérien en janvier 1933 a fait l'objet de critiques spécifiques.
Selon Pieck, divers facteurs ont contribué à un changement d'attitude des socialistes à l'égard des communistes, notamment la « victoire définitive et irrévocable du socialisme en Union soviétique » et la réalité brutale de la dictature fasciste en Allemagne. « Un tournant s'est opéré » : ainsi la défense du communisme par Dimitrov lors du procès de Leipzig, les luttes antifascistes en Autriche et en Espagne avec l'aide d'une partie des responsables socialistes, des éléments révolutionnaires du Schutzbund et du socialisme espagnol. En France et en Angleterre, la tactique du front unique a porté ses fruits. Les communistes doivent agir en fonction de la situation politique de leur pays.
En conséquence, la tâche qui incombe est de « mobiliser la volonté de tous les prolétariats vers la suppression de la scission de la classe ouvrière, vers l'établissement d'un large front unique de lutte contre l'offensive du capital, du fascisme et de la guerre ».

### Le rapport de Dimitrov sur l'unité contre le fascisme
Le 2 août 1935, Georgi Dimitrov, accueilli en héros depuis sa victoire au procès de Leipzig et vivement ovationné, prend la parole sur le deuxième point à l'ordre du jour du congrès : l'offensive contre le fascisme, tâche de l'Internationale communiste dans la lutte pour l'unité de la classe ouvrière.
Dimitrov commence par une analyse du fascisme, qu'il qualifie de « dictature terroriste ouverte des éléments les plus réactionnaires, les plus chauvins et les plus impérialistes du capital financier ». Le fascisme parvient à s'imposer par « sa démagogie sans bornes » et quel que soit son masque,  « il signifie toujours l'offensive la plus folle du capital contre les masses travailleuses, le chauvinisme bestial, la réaction et la contre-révolution assoiffées de guerres et d'annexions ».
L’arrivée du fascisme au pouvoir, « ce n’est pas un simple changement de gouvernement, mais le remplacement d’une forme étatique de régime de classe de la bourgeoisie par une autre ». Les gouvernements bourgeois prennent des mesures qui sont le prélude de l'avènement du fascisme, telles la réduction des libertés démocratiques, des droits du parlement ou l'intensification de la répression contre le mouvement révolutionnaire.
Partant du principe que le fascisme est arrivé au pouvoir à cause de la division de la classe ouvrière d'une part, et de l'isolement du prolétariat de ses alliés naturels, la paysannerie et la jeunesse d'autre part, Dimitrov en conclut que la meilleure lutte contre le fascisme est l'unité d'action des deux Internationales.